# Крюков, Адриан Александрович
Адриа́н Алекса́ндрович Крю́ков (1849—1908) — русский врач-окулист, ординарный профессор Московского университета. Внук М. А. Устинова, дядя А. М. Устинова.

## Биография
Внебрачный сын Адриана Михайловича Устинова (1802—1883), помещика села Беково Сердобского уезда Саратовской губернии. Мать — Марьяна Крюкова, заведовала в усадьбе Устинова чайным столом. Для неё и её сыновей от А. М. Устинова (у Адриана Крюкова был ещё брат Александр) в Беково был построен дом.
Учился в 4-й московской гимназии, окончив которую в 1866 году поступил на медицинский факультет Московского университета. В числе 17 студентов А. А. Крюков был отчислен на год с четвертого курса за участие в «полунинской истории». Этот год он учился в Петербургской медико-хирургической академии. Ещё будучи студентом, Крюков опубликовал свою первую научную работу «К вопросу об определении относительной силы наружных прямых мышц глаза». 
В 1872 году окончил Московский университет со степенью лекаря. В 1873 году получил степень доктора медицины, защитив диссертацию «Объективное цветоощущение на периферических частях сетчатки». С 1874 года совершенствовался за границей; работал главным образом в Гёттингене у профессора Лебера (с которым совместно обнародовал статью «О проникновении жидкостей через роговую оболочку»), в Гейдельберге у профессора Беккера, а также в Париже и Берлине. Осенью 1875 года вернувшись в Россию, разрабатывал вопросы оперативного лечения глаукомы, изучал врождённые аномалии и пороки развития глазного яблока (в частной клинике Воинова), где он со временем стал директором). Летом 1880 года Крюков вновь побывал за границей, посетив клиники в Берлине, Вене и Париже.
В 1886 году был избран приват-доцентом Московского университета; с 1892 года — сверхштатный экстраординарный профессор, а также заведующий глазным отделением Ново-Екатерининской больницы. В 1895 году утверждён штатным экстраординарным профессором и назначен директором глазной клиники Московского университета на Девичьем поле. С 1901 года — ординарный профессор офтальмологии с клиникой. Особенно большое значение Крюков придавал поликлинической работе. Во время директорства Крюкова при глазной клинике был построен специальный амбулаторный корпус, рассчитанный на ежедневный приём свыше 100 больных.

## Научная деятельность
В 1896 году А. А. Крюков установил, что глаукома является двусторонним процессом, поскольку в большинстве случаев поражаются оба глаза. Он впервые в России применил кокаин при глазных операциях, предложил новый способ оперативных подходов к заднему полюсу глаза и при операции по поводу опухоли радужной оболочки, разработал методику блефаропластики (пластики век). Он был известен как отличный практик: частная лечебница глазных болезней, переданная ему доктором М. М. Воиновым, которой он заведовал, пользовалась широкой известностью.
Он отредактировал 2-й том учебника профессора В. Шокальского «Учение о глазных болезнях» (Перевод с польского. М., 1878). Первый том учебника вышел под редакцией М. М. Воинова.
Им было опубликовано около 40 работ. Он впервые издал русские «Шрифты и таблицы для исследования зрения» (М., 1882; 7-е изд. — М., 1910), написал «Курс глазных болезней» (1892). 
С 1899 года он возглавлял Общество глазных врачей Москвы, основанное М. И. Авербахом; в 1904—1908 годах был редактором журнала «Вестник офтальмологии», до этого выходившего в Киеве под редакцией профессора А. В. Ходина.
Умер в 1908 году. Похоронен на Ваганьковском кладбище (16 уч.).